# Троицкий, Николай Владимирович
Никола́й Влади́мирович Тро́ицкий (1900—1984) — советский архитектор, в основном работавший в Воронеже.

## Биография
Родился 5 (18 ноября) 1900 года в семье служащего городского страхового общества Владимира Макариевича Троицкого и Софьи Васильевны, урожденной Ильинской. В 1917 году окончил Воронежское реальное училище. В сентябре 1918 года вступил добровольцем в РККА. В ноябре 1918 года зачислен на физико-математический факультет ВГУ, в 1920 году — поступил на строительное отделение Воронежского практического института. Вскоре перевёлся в Петроградский институт гражданских инженеров. Закончив его в 1927 году, приобрёл квалификацию архитектора. Тогда же устроился в службу пути управления ЮВЖД, где проработал десять лет.
В годы Великой Отечественной войны участвовал в организации обороны Воронежа. Осенью 1943 года назначен главным архитектором города. На этой должности руководил восстановлением Воронежа. Своеобразным символом восстановления города стало перестроенное им здание управления ЮВЖД в новых классических формах.
Преподавал (профессор) в ВИСИ. Умер 13 февраля 1984 года. Похоронен в Воронеже на Юго-Западном кладбище.

## Избранные постройки
В Воронеже

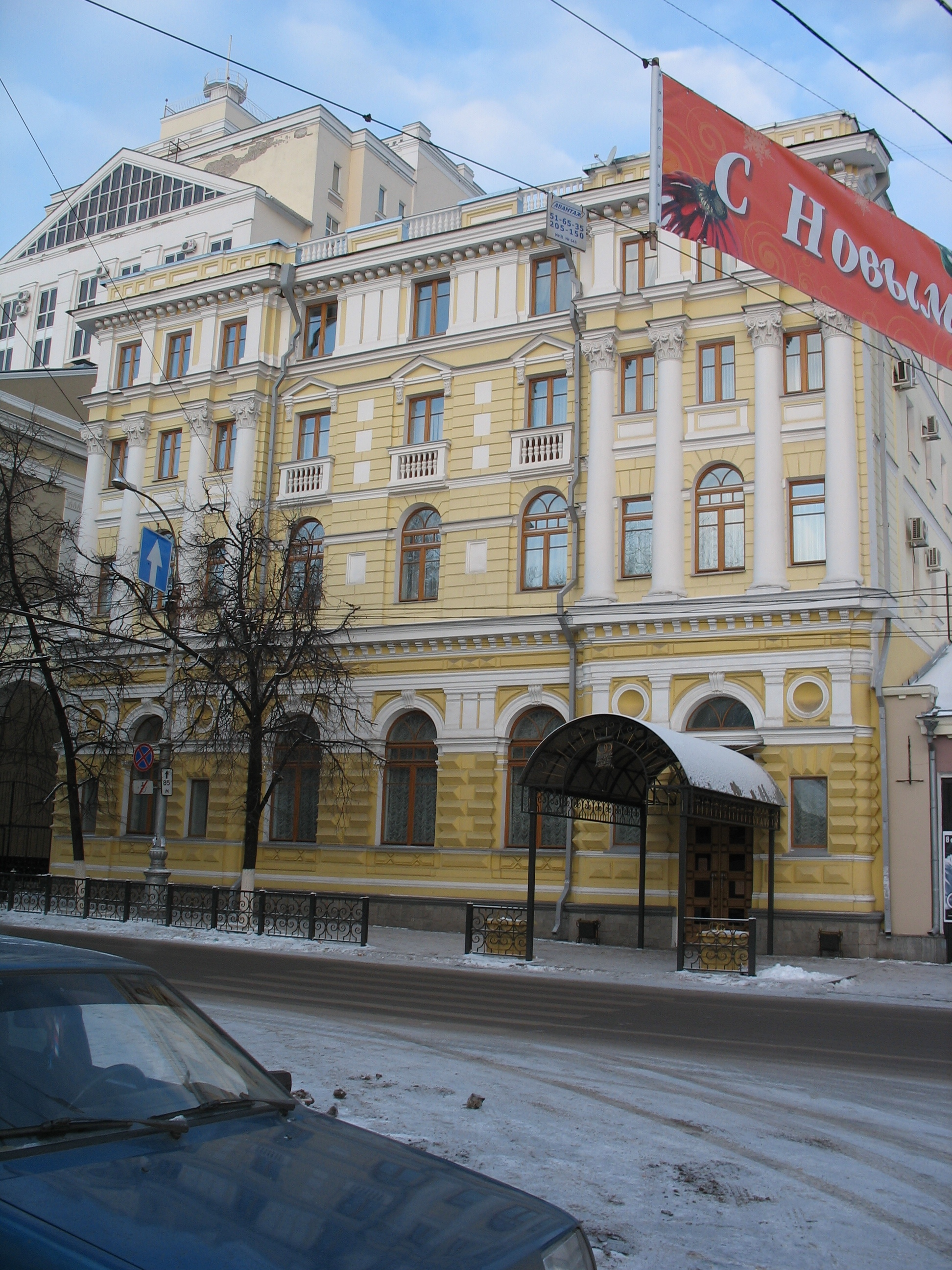
Надстроенное здание Коммерческого банка

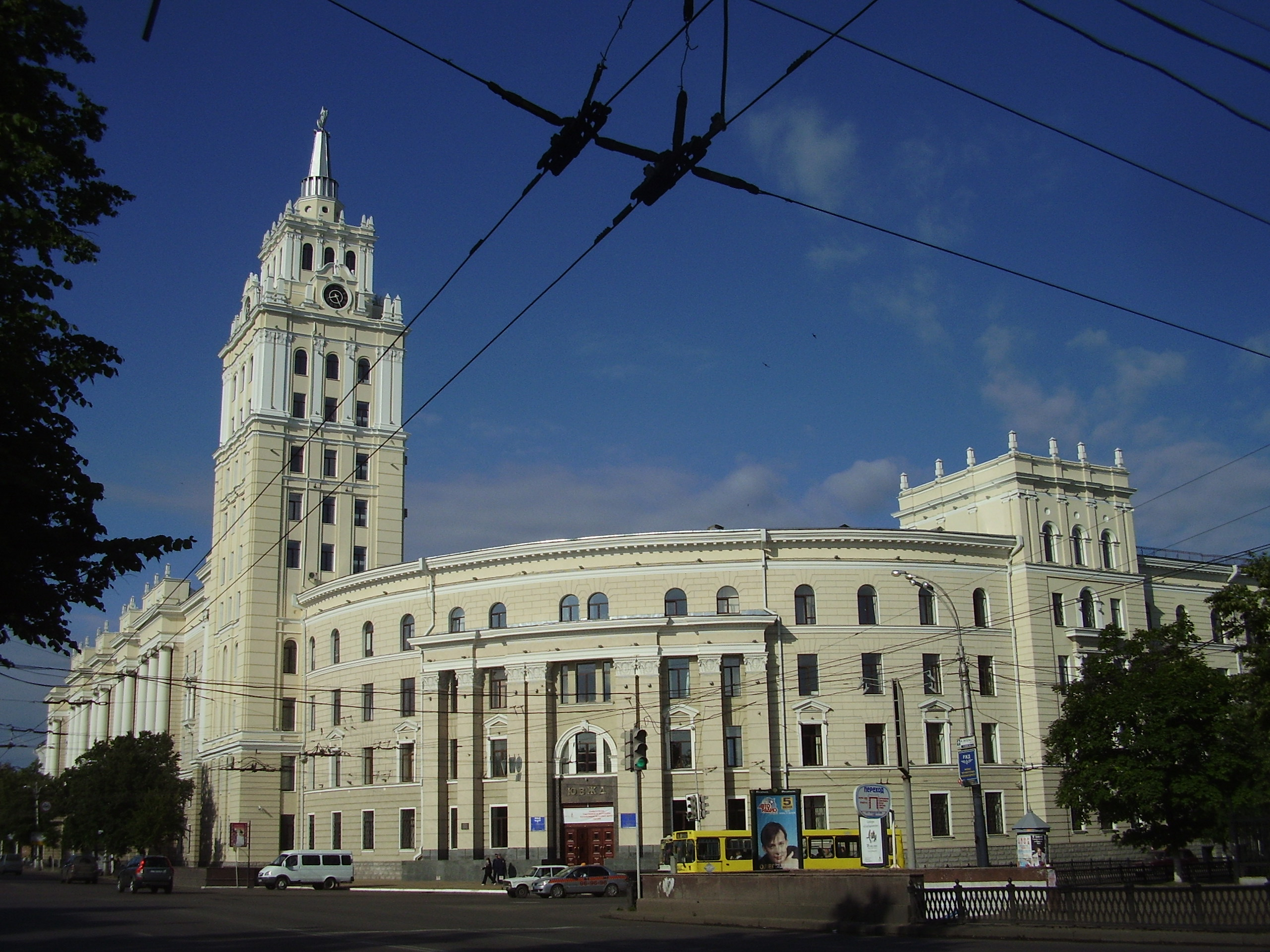
Здание управления ЮВЖД

- Жилой дом на 70 квартир (Гармошка), ул. К. Маркса, 1928—1929
- Здание управления ЮВЖД, 1928—1929
- Анатомикум ВГУ, 1930—1931
- Учебный корпус ВИСИ, 1932—1934
- Здание управления строительством магистрали Москва — Донбасс, 1932—1934
- Надстройка здания Коммерческого банка, 1934
- Дом учёных, 1937
- Здание управления ЮВЖД, 1948—1952
- Учебный корпус инженерно-строительного института, 1948
- Жилой дом на 100 квартир, площадь Ленина

## Память

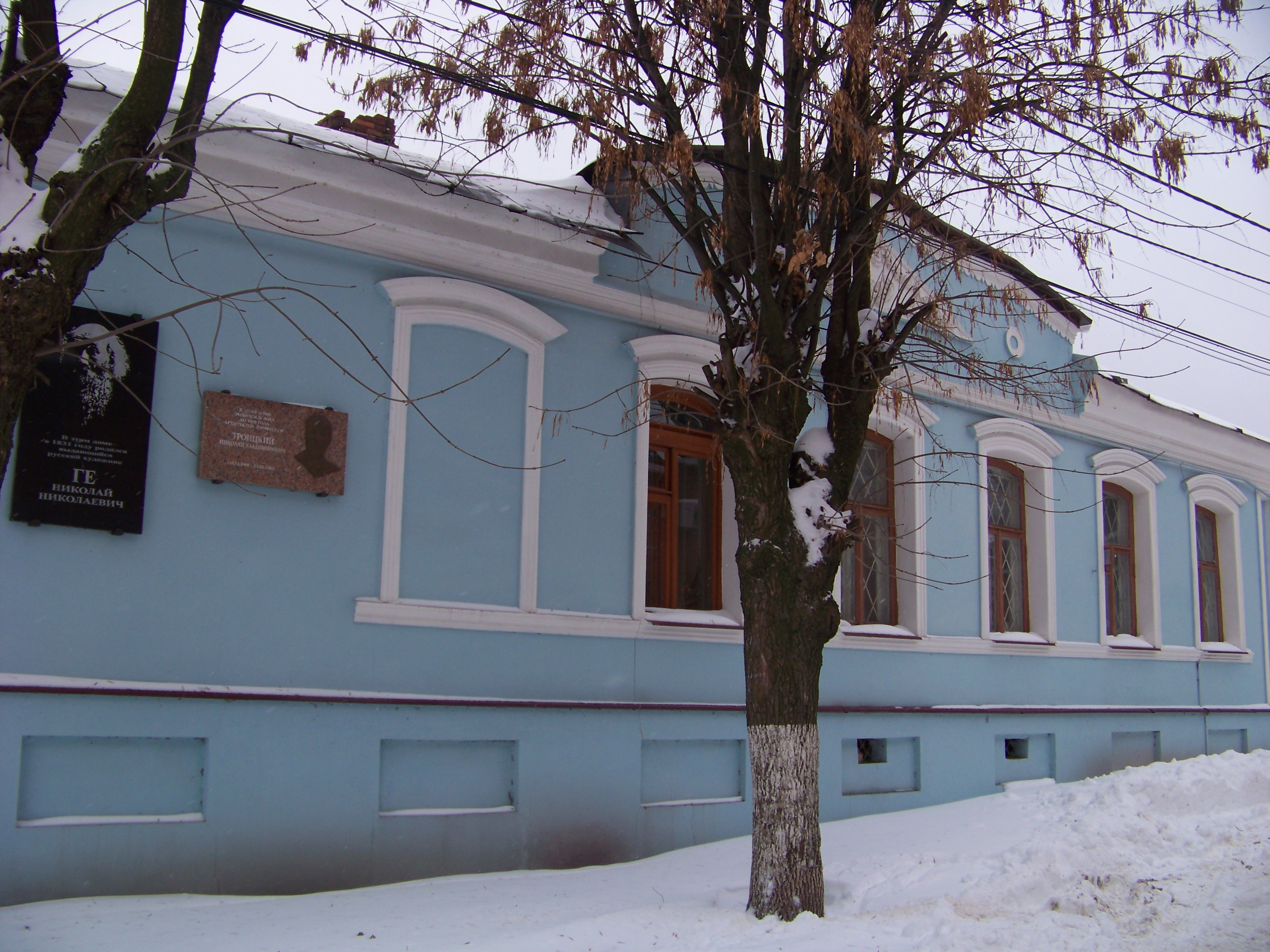
д. 7

Мемориальная доска на д. 7 по улице Освобождения Труда
Именем архитектора назван квартал новых домов между улицами Шишкова и Ломоносова. На аллее Троицкого размещен памятник. Автором памятника выступил народный художник РФ, педагог, профессор, председатель правления Санкт-Петербургского отделения Союза художников РФ, член Президиума Российской академии художеств, ректор Санкт-Петербургского государственного института живописи, скульптуры и архитектуры имени Репина Альберт Чаркин.